# Френувиль
Френуви́ль (фр. Frénouville) — коммуна во Франции, находится в регионе Нижняя Нормандия. Департамент коммуны — Кальвадос. Входит в состав кантона Бургебюс. Округ коммуны — Кан.
Код INSEE коммуны — 14287.

## Население
Население коммуны на 2010 год составляло 1681 человек.
| 1962 | 1968 | 1975 | 1982 | 1990 | 1999 | 2010 |
| ---- | ---- | ---- | ---- | ---- | ---- | ---- |
| 585  | 741  | 938  | 1124 | 1266 | 1478 | 1681 |

## Экономика
В 2010 году среди 1117 человек трудоспособного возраста (15—64 лет) 838 были экономически активными, 279 — неактивными (показатель активности — 75,0 %, в 1999 году было 68,7 %). Из 838 активных жителей работали 771 человек (391 мужчина и 380 женщин), безработных было 67 (26 мужчин и 41 женщина). Среди 279 неактивных 120 человек были учениками или студентами, 108 — пенсионерами, 51 были неактивными по другим причинам.